# Master of Orion
Master of Orion ( - Mestre de Orion) (comumente abreviado como MoO ou MOO) é um jogo de computador da classificação "4X", baseada em turnos, e gênero ficção científica/espacial lançado em 1993 desenvolvido pela Sintax Software e publicado pela MicroProse para MS-DOS e Mac OS.O jogo retrata um cenário o qual o jogador é um imperador de uma das onze raças existentes e seu objetivo é conquistar a galáxia de várias formas, como diplomacia ou por conquista de territórios em guerra. O nome do jogo vem devido ao fato de uma estrela ter exatamente o nome do jogo e se chamar Orion, e o jogo retrata o grande imperador aquele que controlar essa estrela que é de classificação Artifact que é recebido a estrelas que possuem uma produção tecnológica superior a de estrelas comuns. No entanto o máximo recebido a essas estrelas é o dobro de produção e na estrela Orion essa produção é quadruplicada da original.
O jogo possui diversas funções necessárias para se desenvolver a sua raça. Cada estrela possui um contador de população (em milhões, mas que mostra em números que no máximo chegam a casa das centenas), um contador de bases de misseis, um contador de número de fabricas e ao lado, em parênteses, o número de BC produzido por essas fábricas. BC é a moeda do jogo, que é utilizada para produção de naves, produção de bases e velocidade de produção de RP (Research Points ou pontos de pesquisa). Os RPs produzidos são usados para a pesquisa de novas tecnologias, que abrangem os a áreas de Computação (Computers), Construção (Construction), Campos de Força ou Defesa (Force Fields), Planetologia ou Estudo Planetários (Planetology), Propulsão (Propulsion) e Armas (Weapons). Cada uma das pesquisas afeta as demais áreas e a cada nova tecnologia descoberta outras vão aparecendo. A velocidade de pesquisa é muito significante para o desenvolvimento do império e consegue definir o rumo de quem será o novo imperador da galáxia, e também o Mestre de Orion.

## Jogabilidade
A jogabilidade de Master of Orion é bem simplificada. O mouse é o recurso mais utilizado e o teclado é usado apenas como função de alguns atalhos para certas funções no jogo. Como Master of Orion é um jogo de estratégia, esses recursos, utilizados dessas maneiras, eram esperados pois isso é muito comum em jogos de estratégia que funcionam dessa maneira até hoje. O jogo possui várias telas de estatísticas e funções. Essas menus se encontram na parte inferior da tela principal do jogo e vão da esquerda para a direita. Esses menus são: Menu (Game), Modelagem de Naves (Design), Frota (Fleet), Mapa (Map), Raças (Races), Planetas (Planets) e Tecnlogia (Tech). O ultimo botão, do canto direito, se chama Próximo Turno (Next Turn), que tem a função de avançar de turno assim que o jogador acha que já fez tudo o que devia ser feito. A partir do avanço de turno (clicando no botão Next Turn) o jogo avança.
No início do jogo, o objetivo principal é colonizar o maior número de planetas possíveis, porque quanto mais planetas, maior a produção de BC e, por esse motivo, mais RP. Além de que mais planetas podem produzir mais naves ao mesmo tempo.
Cada planeta possui um menu que se encontra a direita. Esse é o menu onde o jogador controla o que o planeta produz, como construção de fabricas, produção de naves, pesquisa ou até construção de escudo para o planeta e bases de mísseis de defesa.

## Raças
Cada uma das raças possui uma característica diferente, proporcionando vantagens na guerra, dependendo da situação atual.

### Human
Os Humans(Humanos) possuem uma diplomacia avançada. Sendo assim, em questões de acordos diplomáticos, eles possuem mais chance de conseguir vantagem pela diplomacia.

### Mrrshan
Os Mrrshan são uma das raças que possuem vantagem em relação às armas. Tanto na velocidade de pesquisa quando no seu uso, a raça dos Mrrshan possui vantagem em relação às demais raças.

### Silicoid
Os Silicoids possuem uma vantagem de serem uma raça que não precisa de planetas terraformados para sua habitação. Todas as raças precisam de cuidar dos seus planetas para que eles não fiquem demasiado poluídos, além disso precisam aprender como terraformar outros planetas para torná-los habitáveis. Nesse caso, os Silicoids não precisam desse tipo de terraformação ou cuidado com a ecologia planetária, podendo habitar qualquer tipo de planeta desde o inicio do jogo.

### Sakkra
A raça dos Sakkra possui um aumento na taxa de população elevado. Sendo assim uma raça que possui um crescimento populacional elevadíssimo acima das demais raças do jogo.

### Psilon
Os Psilons são uma raça o qual pesquisam extremamente rápido, seja qual for o tipo de pesquisa, ficando na frente dos demais em relação a velocidade de pesquisa tecnológicas.

### Alkari
Os Alkaris são exímios condutores de naves. Ou seja, qualquer pesquisa/função com relação a naves eles tem vantagem, como velocidade de propulsão, armas e etc.

### Klackon
Os Klackons são uma raça que possui uma taxa produção por planeta extremamente elevada, o que os coloca na frente quase sempre na velocidade de produção de BC.

### Bulrathi
Os Bulrathis são uma raça que possui o melhor combate terrestre dentre todas as outras raças, tendo muita vantagem nesse tipo de combate no jogo.

### Meklar
A raça dos Meklars possui controle avançado tanto na produção das fabricas, quando na construção delas, produzindo mais das fabricas e as construindo mais rapidamente.

### Darklok
Os Darkloks são a raça com melhor controle de espiões do jogo. Raramente são detectados, rapidamente produzidos e sabotam/epionam/criam rebeliões com melhor eficácia/rapidez.